# 林如海
林如海，中国古典名著《红楼梦》人物，林黛玉之父。出身世代襲爵的侯門貴族，亦是书香世家，其以科第出身，考中探花後，任兰台寺大夫（都察院监察御史），外调扬州为巡盐御史。妻子贾敏为榮國府贾代善与史太君（賈母）之女，兩人有一子一女，兒子三岁时早夭，女儿黛玉六岁时，賈敏一病而亡。賈母怜惜外孫女孤苦無伴，将黛玉接到贾府教養。後黛玉十歲時，如海重病身亡。